# Édouard Dubruel
Pour les articles homonymes, voir Dubruel.
Édouard Dubruel est un homme politique français né le 28 juin 1810 à Villefranche-de-Rouergue (Aveyron) et mort le 6 août 1885 à Villefranche-de-Rouergue.

## Biographie
Il est député de l'Aveyron de 1848 à 1849, siégeant avec les républicains conservateurs.

## Sources
- « Édouard Dubruel », dans Adolphe Robert et Gaston Cougny, Dictionnaire des parlementaires français, Edgar Bourloton, 1889-1891 [détail de l’édition]